# Lophocampa caryae

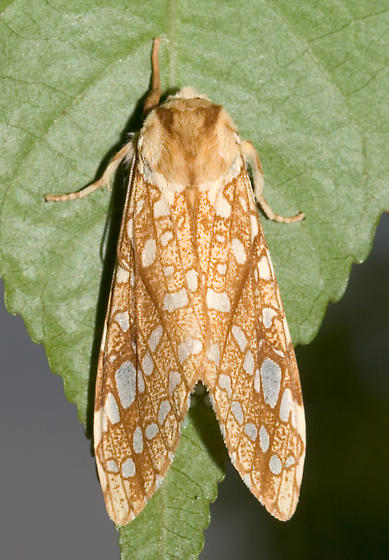
Falter in Ruhestellung

Lophocampa caryae ist ein Schmetterling (Nachtfalter) aus der Unterfamilie der Bärenspinner (Arctiinae). Das Artepitheton bezieht sich auf Hickorygewächse (Carya), die Hauptfutterpflanzen der Raupen. Die Art wird im englischen Sprachgebrauch als Hickory tussock moth bezeichnet.

## Merkmale

### Falter
Die Falter besitzen eine Flügelspannweite von 37 bis 55 Millimetern. Ihre Vorderflügeloberseite hat eine gelbbraune Grundfärbung, die mit einer weißlichen Fleckenzeichnung überzogen ist. Die Hinterflügeloberseite ist zeichnungslos weiß. Am Kopf hebt sich ein brauner Haarschopf in Form eines Dreiecks ab. Der dünn behaarte Thorax ist kräftig gelb gefärbt. 

### Raupe
Die Raupen sind dicht weißlich behaart. Auf jedem Rückensegment befinden sich kurze schwarze Haarbüschel, an den Seiten schwarze Punktwarzen. Hinter dem Kopf sowie am Körperende heben sich zu jeder Seite schwarze oder weiße aus wenigen sehr langen Haaren bestehende Haarbüschel ab. Die Raupenhaare können beim Menschen zu stark juckenden Hautreizungen und Allergien führen, die zuweilen eine medizinische Behandlung notwendig machen.

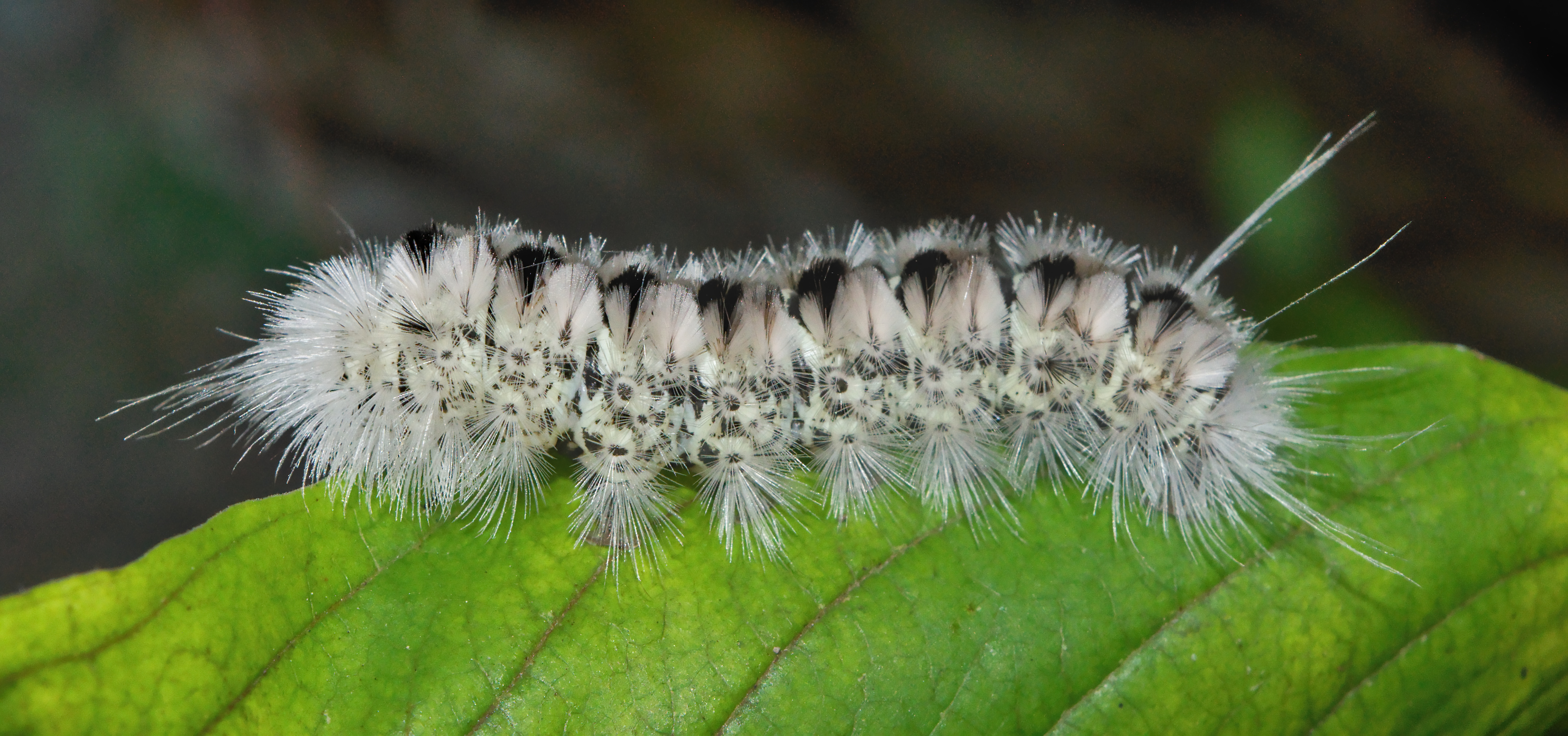
Lophocampa caryae, Raupe
- Raupe in Bewegung

## Verbreitung und Vorkommen
Die Art ist im Osten und Südosten Nordamerikas von Nova Scotia in südlicher Richtung bis in den Norden Floridas weit verbreitet, in Texas kommt sie vereinzelt vor. Sie lebt bevorzugt in Nussbaumhainen und lichten Laubwäldern.

## Lebensweise
Die tagaktiven Falter fliegen in einer Generation im Mai und Juni. Nach der Befruchtung legen die Weibchen die Eier in großen Spiegeln ab. Junge Raupen leben zunächst gesellig, später einzeln. Sie ernähren sich von den Blättern unterschiedlicher Bäume, dazu zählen in erster Linie Hickoryarten (Carya) sowie weitere Walnussgewächse (Juglandaceae). Zuweilen wurden sie auch an Eschen- (Fraxinus), Ulmen- (Ulmus), Ahorn- (Acer) und Eichen-Arten (Quercus) gefunden. Sie nehmen während der Entwicklung Giftstoffe aus den Blättern auf, sodass sie für potentielle Fressfeinde ungenießbar werden. Die Art überwintert als Puppe in einem Kokon zwischen Blättern.